# Władysław Potocki
Władysław Jan Potocki przydomek „Spud” (ur. 6 czerwca 1919 w Krakowie, zm. 23 grudnia 1996 w Columbus, Ohio, USA) – kapitan pilot Polskich Sił Powietrznych w Wielkiej Brytanii, major (ang. Squadron Leader) Królewskich Sił Powietrznych.

## Życiorys
W 1938 ukończył Gimnazjum im. Bolesława Chrobrego w Piotrkowie. Został przyjęty do Szkoły Podchorążych Lotnictwa w Dęblinie, której nie skończył przed wojną (niedoszła XIV promocja). We wrześniu 1939 ewakuował się przez Rumunię i Francję do Anglii, gdzie dotarł w lutym 1940 roku i otrzymał numer służbowy RAF P-1856.
Przeszedł przeszkoleniu w 58 OTU w Grangemouth i w grudniu 1941 został przydzielony do 306 dywizjonu myśliwskiego. 1 maja 1942 został mianowany podporucznikiem. 8 grudnia 1942 został skierowany na odpoczynek od latania operacyjnego i latał w charakterze pilota doświadczalnego w ośrodku badawczym Aircraft and Armament Experimental Establishment – AAEE. Do latania operacyjnego powrócił w 14 stycznia 1943 roku. W lutym 1943 r. ukończył kurs oficerski w Cosford. 23 lutego 1944 roku został oddelegowany na staż do 122 Airfield RAF, gdzie odbył przeszkolenie w pilotowaniu samolotów Mustang Mk. III w warunkach operacyjnych. Na początku marca powrócił do dywizjonu 306. W kwietniu objął stanowisko dowódcy eskadry A dywizjonu 306.
Od początku inwazji w Normandii brał udział w lotach bojowych na osłonę przyczółka. 23 czerwca został zestrzelony, ale udało mu się wylądować na terenach zajętych przez oddziały alianckie i jeszcze tego samego dnia powrócił do macierzystej jednostki. W sierpniu ukończył trzecią turę lotów bojowych i odszedł na odpoczynek operacyjny. 
1 sierpnia 1944 roku został przydzielony do dowództwa 2 Polskiego Skrzydła Myśliwskiego. Od 6 kwietnia 1945 do 15 lutego 1946 był dowódcą 315 dywizjonu myśliwskiego. W 1948 został przyjęty do służby w Królewskich Siłach Powietrznych jako pilot testowy. W grudniu 1951 roku ukończył kurs pilotów doświadczalnych w Empire Test Pilots School – ETPS w Boscombe Down z drugą lokatą. Od 1951 roku pracował w Royal Aircraft Establishment – RAE, wykonywał też loty na rzecz Gloster Aircraft Company. Od 1958 roku brał udział w Kanadzie w projekcie CF-105 Arrow, jako szef Zespołu Pilotów Doświadczalnych Avro Canada. W 1959 wyjechał do Stanów Zjednoczonych, pracował jako pilot doświadczalny w North American Rockwell i przy programie Apollo. W wypadku stracił oko i nie mógł już latać. Prowadził z żoną biznes hotelarski. Zmarł w 1996 roku.

## Zwycięstwa powietrzne
Na liście Bajana zajmuje 45. pozycję z wynikiem 4 i 3/4 zestrzeleń pewnych i 1 uszkodzeniem.
Zestrzelenia pewne:
- 1/4 He 111 – 18 maja 1944 (pilotował Mustanga III)
- 2 Bf 109 – 7 czerwca 1944 (pilotował Mustanga III, UZ-D nr FZ196)
- 1/2 Fw 190 – 17 czerwca 1944 (pilotował Mustanga III)
- 2 Bf 109 – 23 czerwca 1944 (pilotował Mustanga III, UZ-H nr FB168)

Uszkodzenia:
- Fw 190 – 24 października 1943	(pilotował Spitfire V, UZ-[?] nr AB212)

## Ordery i odznaczenia
- Krzyż Srebrny Orderu Virtuti Militari
- Krzyż Walecznych – trzykrotnie
- Medal Lotniczy – czterokrotnie
- brytyjskie Distinguished Flying Cross